# Black Winter Day
Black Winter Day è un EP del gruppo musicale progressive death metal finlandese Amorphis, pubblicato nel 1994 dalla Relapse Records. Successivamente, nel 1995, è stato ri-pubblicato in collaborazione con la Nuclear Blast anche sotto forma di split, insieme all'EP dei Gorefest intitolato Fear.

## Il disco
La traccia che dà il titolo al disco era già presente nel terzo album della band Tales from the Thousand Lakes.

## Tracce
1. Black Winter Day – 3:48
2. Folk of the North – 1:19
3. Moon and Sun – 3:35
4. Moon and Sun Part II: North's Son – 5:10

## Formazione
Gruppo
- Tomi Koiuvasaari - chitarra e voce
- Esa Holopainen - chitarra
- Olli-Pekka Laine - basso
- Jan Rechberger - batteria
- Kasper Mårtenson - tastiere, organo (moog)

Altri musicisti
- Ville Tuomi – voce pulita su Black Winter Day